# Best Thing I Never Had
Ne doit pas être confondu avec Best I Ever Had.
Singles de Beyoncé
Run the World (Girls)
(2011) Lift Off
(2011)
Best Thing I Never Had est une chanson enregistrée par l'artiste américaine Beyoncé pour son quatrième album studio, 4 de 2011. Il sort le 1er juin 2011, chez Columbia Records comme le second single de l'album. Best Thing I Never Had est écrite par Kenneth "Babyface" Edmonds et Patrick "J. Que" Smith, tandis que la production est assurée par Symbolyc One. Considérée comme une ballade R'n'B-pop, Best Thing I Never Had contient des paroles sur la vengeance et le karma. Ne voulant pas se retrouver le cœur brisé, la protagoniste féminine raconte qu'elle se sent heureuse d'avoir été séparé de son amoureux qui ne reconnaît pas la possibilité de mener une vie heureuse en dehors d'elle.
Les avis sur Best Thing I Never Had sont généralement positives avec plusieurs critiques musicaux qui notent que le thème ainsi que le style musical ressemble au single de Beyoncé Irreplaceable qui date de 2006. La voix de la chanteuse et le contenu des paroles sont également complimentés. Il est présent dans les classements du monde entier en prenant plus particulièrement la troisième place dans le UK Singles Chart.

## Genèse et enregistrement
Best Thing I Never Had est écrit par Beyoncé avec Kenneth "Babyface" Edmonds et Patrick "J. Que" Smith, et est produit par Symbolyc One. Quand il y a eu lieu une soirée d'écoute privée pour le quatrième album studio de Beyoncé, le 12 mai 2011, la chanteuse a offert à un groupe sélectionné de fans un aperçu de cinq chansons du quatrième album studio ainsi que la vidéo officielle du premier single Run the World (Girls). À cette occasion, Best Thing I Never Had est une des cinq chansons en avant-première. Le 1er mai 2011, la démo d'une chanson intitulée End of Time est divulguée tandis que la démo entière de la chanson, avec Beyoncé professant son amour éternel à son amoureux, est divulgué en ligne le 20 mai 2011, filigrané avec le tag « internal use only » (Usage interne seulement),. Plusieurs sites web, dont MTV News, commencent à déclarer qu'elle pourrait servir comme un second single potentiel après le premier, Run the World. Cependant, ces spéculations sont rapidement éclipsés par la sortie du single promotionnel uniquement pour les États-Unis, 1+1 le 25 mai 2011. Au début de juin 2011, Columbia Records rapporte que 1+1 ne serait cependant pas envoyé en radio et que Best Thing I Never Had est favorisé comme le second single de 4 et suit Run the World.
Smith révèle qu'il était d'abord été intimidé à l'idée de travailler avec Beyoncé. Cependant, il sort de l'expérience d'enregistrement, avance et dit à Gyant de Black Entertainment Television sur la façon dont la session s'est passé. Concernant la conception de Best Thing I Never Had, Smith dit qu'il était à Los Angeles quand il a reçu un appel de Tony Dixon, pour lequel il a écrit durant des années, lui disant qu'ils allaient travailler avec Beyoncé. Il s'embarque alors pour le studio à Los Angeles où le reste de l'équipe est. Pendant le voyage vers sa destination, Smith écrit une partie de la chanson, et une fois dans le studio, Edmonds rejoint la session d'écriture pour ajouter sa contribution à la chanson. Après un jour ou deux, Dixon et Smith terminent vraiment la session d'écriture pour Best Thing I Never Had. Cependant, Edmonds est arrivé après, et a fait quelques modifications après avoir entendu l'enregistrement, comme le dit Smith : « Tu sais - un mot ici, un mot là, une mélodie ici, et tout d'un coup l'enregistrement a complètement une nouvelle vie. Il [Babyface] est absolument magistral dans ce qu'il fait. Et je suis super honoré de travailler avec les gars. ». Après la session de studio à Los Angeles avec Dixon et Edmonds, Smith est invité à une session d'enregistrement exclusive avec Beyoncé. Smith raconte plus en détail l'enregistrement de la chanson ainsi que sa rencontre avec la chanteuse, qu'il décrit comme « extrêmement humble » :

« Nous sommes allés à New York et nous avons fait un enregistrement hebdomadaire. Nous avons écrit six chansons et en a enregistré cinq. Quand elle [Beyoncé] a entendu Best Thing I Never Had elle l'a vraiment creusé. Il avait un certain nombre de choses qu'elle voulait modifier. Mais elle sautait de haut en bas, littéralement. J'étais exacerbée et absolument étonné sur combien elle était belle en personne. Je n'étais pas prêt pour cela. Son éthique de travail est folle. Je me souviens de la nuit où elle est arrivée et a enregistré The Best Thing I Never Had, elle est arrivée au studio à 21 heures peut-être. Elle est sortie de l'avion, et entrée dans le studio. Nous avons joué l'enregistrement. Elle a adoré ! Elle a sauté dans le studio et a fait trois enregistrement cette nuit-là. Et elle n'a pas commencé avant 22 heures. Ainsi, sa capacité à vraiment pousser comme ça et a resté sur sa faim et à se concentrer absolument a mis un coup à mon esprit. Elle était incroyablement reconnaissante que nous sommes sortis. Elle est super chaleureuse. Elle est toujours une fille du Sud. Et ma chose préférée, facilement, c'est à quel point elle s'est transformée en une fan quand Babyface est entré dans la pièce. Elle est devenue une fan. Elle est assise et heureuse d'entendre les histoires et ce que Kenny disait. C'est toujours cool quand vous arrivez à voir les gens que vous regardez dans ce projecteur et tu les vois en fait devenir le fan. C'était génial. »

— Patrick "J. Que" Smith, 

## Sortie
Le 27 mai 2011, la station radio de Pittsburgh 96.1 Kiss FM aurait reçu un courriel de l'équipe de Beyoncé, qui informe la station que le single qui suit le premier single Run the World (Girls) de l'album 4, serait Best Thing I Never Had et qu'il débutera en radio le mercredi 1er juin 2011. Comme annoncé, le single débute sur les stations de radios américaines à la date annoncé le matin à 8 h (HNE). Il sort numériquement aux États-Unis, le 1er juin 2011. La pochette du single est une photographie par l'artiste allemande Ellen von Unwerth qui montre Beyoncé posant dans une salle de bain en face d'un miroir. Elle tient un tube de rouge à lèvres rouge qui a été utilisée pour écrire « King B » sur le miroir. Beyoncé est habillée avec une « robe moulante ».

## Composition
Best Thing I Never Had est une ballade midtempo pop et R'n'B, avec des influences de musique gospel,. Selon la partition publiée par EMI Music Publishing, Best Thing I Never Had est mise dans une signature rythmique de 4/4 avec un tempo modéré de 100 battements par minute et est composé dans la tonalité de Sol majeur. L'introduction suit la progression d'accords en Sol–Do–Mim–Ré tandis que les couplets suit une progression en Mim–Solsus4–Sol–Mim–Ré6–Solsus4–Sol. Son thème et son style musical sont comparés aux sorties précédentes de Beyoncé comme Irreplaceable de 2006 et If I Were a Boy en 2008. L'instrumentation de la chanson consiste la plupart du temps à une mélodie au piano intro et outro, avec quelques voix féminines en arrière-plan qui apporte un soutien au chant de Beyoncé. Comme l'a déclaré Kyle Anderson de Entertainment Weekly, Best Thing I Never Had semble avoir en partie emprunté la forme de That’s The Way It Is de Céline Dion de 1999 et de The Way It Is de Bruce Hornsby de 1986. Caryn Ganz de Yahoo! Music commente que la chanson ressemble à A Thousand Miles de Vanessa Carlton de 2000 jumelé avec la signature rythmique martellé de Ryan Tedder. James Dinh de MTV News ajoute que Best Thing I Never Had sonne comme une chanson que les gens entendent pendant une comédie musicale de Broadway. Il attribue cela au fait que Beyoncé a collaboré avec le groupe de Fela! pendant quelques jours pour s'inspirer de l'objet de la comédie musicale qui est le musicien multi-instrumentiste et compositeur nigérien, Fela Kuti.
Lyriquement, Best Thing I Never Had évoque la rupture entre Beyoncé en tant que protagoniste et son petit ami qui convient aux deux. En général, les paroles de la chanson tourne autour de la revanche et du karma, comme le montrent les paroles d'ouverture: « Qui sème le vent, récolte la tempête », les paroles « la meilleure chose que j'ai jamais eu » et « la meilleure chose que tu as jamais eu » ainsi que la phrase de fin « Aspire à être toi maintenant »,. Heureuse d'avoir su éviter le chagrin, Beyoncé continue de chanter sur son ex-amoureux dans la chanson, qui ne reconnaissent pas le potentiel d'une compagnie heureuse avec elle, jusqu'à ce que la rupture a eu lieu,. Elle admet qu'elle ne lui désire plus après avoir découvert ses habitudes mensogères; cela est représenté dans les paroles du pont et du refrain : « Quand je pense à l'époque que j'ai failli t'aimais / Tu as montré ton cul et j'ai vu le réel toi / Merci Dieu vous avez tout éclaté, Je remercie Dieu, j'en échappé belle / Je suis tellement sur toi, donc bon bébé cherche ailleurs /Je voulais faire mal / Je suis tellement achevé avec cela / Parce que, honnêtement / Tu est être avéré être la meilleure chose que j'ai jamais eu / Et sera toujours la meilleure chose que tu n'as jamais eu. »,.

## Réception critique
Kyle Anderson de Entertainment Weekly note la performance modérée dans les classements du précédent single de Beyoncé Run the World (Girls) avant d'ajouter : « Best Thing I Never Had sent comme le genre de hit crossover qui va aider 4 à rejoindre le reste de la discographie de Beyoncé dans le pays des multi-disques de platine. ». En faisant toujours référence au précédent single, Anderson ajoute que Best Thing I Never Had montre que Beyoncé mime le même genre d'« imagerie de girl power comme elle l'a fait sur Run the World (Girls), mais il y a quelque chose de plus direct et honnête sur les paroles du nouveau single (c'est peut-être la grandeur instantanée de la phrase, « Quand je pense au moment j'ai failli t'aimais / Tu as montré ton cul et j'ai vu le réel toi »). »,. Notant ses similarités avec les anciens singles de la chanteuse, Irreplaceable et If I Were a Boy, Gerrick D. Kennedy du Los Angeles Times dit en plaisantant que Knowles sait certainement « comment se débarrasser d'un homme avec style ». Ensemble, James Dinh de MTV News et Robbie Daw de Idolator estiment que la chanson a un « appel aux radios et un refrain accrocheur ». Leah Collins du Dose Magazine canadien écrit : « Irreplaceable, Independent Women, If I Were a Boy, on pourrait continuer [...] Beyoncé a depuis longtemps prouvé qu'elle pourrait écrire une chanson pour toutes les femmes. Des chansons qui pourraient fournir un coup d'estime de soi. Le dernier single de Beyoncé, Best Thing I Never Had nous ramène à une époque pas si lointaine. ».
Jessica Sinclair qui écrit pour le Long Island Press commente que Best Thing I Never Had contraste avec Run the World (Girls) et qu'il « montre un côté de Beyoncé que nous voyons rarement ». Amos Barshad du New York Magazine constate aussi que la chanson est comparable avec Irreplaceable et écrit : « Encore une fois, notre héros prend son temps de rejeter un ancien amoureux, cette fois en langage (« Suce à être toi maintenant ») agréable à la nation des préadolescents et d'une manière agréable à tous ceux qui aiment le long jappement à l'unisson dans des refrains pop ascendants. ». De même, Matthew Perpetua de Rolling Stone écrit que Best Thing I Never Had pourrait être Irreplaceable Part Two au fond. Il complimente aussi la performance vocale de Beyoncé en disant que ça « apporte de la profondeur à une chanson simple sur la rupture avec un soupirant terrible, transmettant un étonnant mélange d'orgueil blessé et de chagrin véritable ». Amy Sciarretto de Pop Crush donne à la chanson quatre étoiles sur cinq et fait de l'éloge de la voix de Beyoncé en écrivant que « la Reine B règne en maître encore une fois avec une autre excellente chanson pop de 4. ». Enfin, Nadine Cheung de AOL Radio complimente la capacité vocale de la chanteuse et les variations sur Best Thing I Never Had.

## Ventes
Best Thing I Never Had débute à la 84e place du classement américain Billboard Hot 100 du 18 juin 2011. La même semaine, il débute à la 53e position du classement également américain Hot R&B/Hip-Hop Songs, ce qui est la meilleure entrée de cette semaine. La semaine suivante, le single monte à la 75e place du Hot 100. Dans sa troisième semaine, Best Thing I Never Had progresse encore pour atteindre la 58e du classement Hot 100 et la 29e du classement Hot R&B/Hip-Hop Songs. Dans la semaine se terminant le 18 juin 2011, Best Thing I Never Had débute à la première place du South Korea Gaon International Chart avec 85 742 exemplaires digitales vendues. La semaine suivante, il se maintient en tête du classement en vendant deux fois plus avec 174 773 ventes numériques.
Avant la sortie officielle de la chanson au Royaume-Uni, elle débute à la troisième place du UK Singles Chart et à la seconde position du classement R'n'B britannique le 4 juillet 2011 en vendant 51 365 exemplaires cet semaine-là,. Alan Jones de Music Week attribue les ventes élevées à l'interprétation de la chanson par Beyoncé lors du Glastonbury Festival 2011 le 26 juin 2011,. Best Thing I Never Had est le seizième single présent dans le top 10 au Royaume-Uni et son single le plus haut classé depuis If I Were a Boy qui avait pris la première place en novembre 2008.

## Clip vidéo
Le clip vidéo de Best Thing I Never Had est réalisée par Diane Martel et a été tournée dans le comté de Westchester le 15 juin 2011 et à Fort Greene dans Brooklyn, le 16 juin 2011. Le tournage de la « scène de bal » a eu lieu dans le temple maçonnique de Brooklyn près du Pratt Institute. Apparemment, Beyoncé ne sera pas celle qui jouera la reine du bal dans le clip. Elle dit que « ne pas être reine du bal dans la vidéo lui rappelle comment elle n'a jamais porté la tiare convoitée dans sa propre école de danse ». Cependant, elle ajoute que c'était en effet « étrange » de ne pas avoir son vrai père, Mathew Knowles, la mener à l'autel lors de la scène du mariage qui a été tourné dans le country club de Sleepy Hollow le 15 juin 2011 parce qu'elle a été escorté à l'autel par son père quand elle a épousé Jay-Z en avril 2008. La vidéo est diffusée pour la première fois sur Internet à 20 h (HAE) le 7 juillet 2011.

### Synopsis
Le clip vidéo commence avec Beyoncé qui se prépare pour sa cérémonie de mariage. Elle est dans son boudoir et elle est parée dans un corset en dentelle et en lingerie avec une jarretière. Quand la chanson commence, Beyoncé regarde vers la caméra en dirigeant ses mots vers le spectateur et en affirmant que l'objet de la chanson est qu'elle était la meilleure chose qu'il ait jamais eu. À partir de là, la vidéo passe à Beyoncé qui joue avec un diadème, un voile et beaucoup de tulle sur un lit dans différentes scènes où elle s'habille. Entre deux scènes, il y a une coupure rapide avec d'anciens images d'une jeune Beyoncé et de son ancien petit-ami au lycée, lors du leur bal de promo en 1998. Pendant que la chanteuse et son petit ami danse, il commence à s'intéresser à une autre fille, laissant Beyoncé seule sur la piste de danse.
Ensuite, la vidéo revient à la scène dans le présent qui montre Beyoncé dans ses dernières préparations avant de marcher jusqu'à l'autel le jour de son mariage. Une scène entrelacée montre la chanteuse chantant au coucher du soleil au sommet d'une colline herbeuse, dans une robe blanche, qui est suivie par la marche jusqu'à l'autel et l'échange des vœux. Une autre scène montre son ancien amoureux, au bal, plongé dans ses pensées, avec son roi de la promo qui a une couronne mise de travers sur sa tête. En revanche, Beyoncé et son mari, fraîchement mariés, sont vus en train de célébrer leur mariage dans une réception où ils sont heureux et bien accompagné. Le marié enlève la jarretière de la mariée avec ses dents et puis ils commencent à danser avec les membres les plus jeunes de leur famille. La dernière scène montre Beyoncé qui regarde la caméra, avec un regard de satisfaction totale et de bonheur. Elle marche enfin en toute confiance, pour rejoindre sa fête de mariage et son nouveau mari puis l'écran devient noir.

### Réception
Adam B. Vary de Entertainment Weekly dit que dans la vidéo Beyoncé était « à son avant-goût — dans la voix, dans les regards, dans le goût dans une robe de mariée somptueuse ». Il conclut en disant que Solange Knowles a joué la jeune reine de promo dans la vidéo. Un journaliste de Rolling Stone trouve Beyoncé « superbe dans une suite nuptiale » et ajoute que « la chose la plus désarmante dans le clip est quand elle chante directement à la caméra ».

## Performances lives
Beyoncé a chanté Best Thing I Never Had en direct pour la première fois durant son concert au Palais Nikaia à Nice en France le 20 juin 2011. Elle chante aussi la chanson lors du Glastonbury Festival 2011 le 26 juin 2011. Enfin, elle a également interprété la chanson dans la finale de X Factor en France le 28 juin 2011.

## Formats et liste des pistes
- Téléchargement[12]

1. Best Thing I Never Had : 4:12

- CD single Allemagne[49]

1. Best Thing I Never Had : 4:13
2. Run the World (Girls) (Kaskade Club Remix) : 5:03

## Crédits et personnel
| - Beyoncé Knowles :Chant, productrice, auteur-compositeur - Val Brathwaite : Assistant mixeur - Antonio Dixon : producteur, auteur-compositeur - Kenneth "Babyface" Edmonds : producteur, auteur-compositeur - Gloria Kaba : Assistant ingénieur - Caleb McCampbell : producteur, auteur-compositeur - Tony Maserati : mixeur | - Serge Nudel : assistant ingénieur - Symbolyc One : producteur, auteur-compositeur - Rob Suchecki : guitare - Patrick "J. Que" Smith : auteur-compositeur - Shea Taylor : producteur, auteur-compositeur - Pete Wolford : assistant ingénieur - Jordan "DJ Swivel" Young : preneur de son Source: |

## Classements
| Classement (2011)               | Meilleure position  |
| ------------------------------- | ------------------- |
| Australie                       | 25                  |
| Australie (Urbain)              | 9                   |
| Belgique (Néer.)                | 43[réf. nécessaire] |
| Belgique (Fr.)                  | 41[réf. nécessaire] |
| Canada                          | 47                  |
| Irlande                         | 6                   |
| Luxembourg (Diffusion)          | 47                  |
| Pays-Bas (Top 100)              | 32                  |
| Corée du Sud                    | 1                   |
| Nouvelle-Zélande                | 9                   |
| Pologne (Diffusion)             | 2                   |
| Écosse                          | 3                   |
| Espagne                         | 46                  |
| Suisse                          | 50                  |
| Royaume-Uni (R'n'B)             | 1                   |
| Royaume-Uni                     | 3                   |
| Billboard Hot 100               | 16                  |
| Billboard Hot Dance Club Songs  | 1                   |
| Billboard Hot R&B/Hip-Hop Songs | 4                   |
| Billboard Pop Songs             | 26                  |

## Historique des sorties
| Pays             | Date           | Format         |
| ---------------- | -------------- | -------------- |
| Australie        | 1er juin 2011  | Téléchargement |
| Canada           | 1er juin 2011  | Téléchargement |
| Nouvelle-Zélande | 1er juin 2011  | Téléchargement |
| États-Unis       | 1er juin 2011  | Téléchargement |
| Autriche         | 9 juin 2011    | Téléchargement |
| Belgique         | 9 juin 2011    | Téléchargement |
| Brésil           | 9 juin 2011    | Téléchargement |
| Danemark         | 9 juin 2011    | Téléchargement |
| Finlande         | 9 juin 2011    | Téléchargement |
| France           | 9 juin 2011    | Téléchargement |
| Allemagne        | 9 juin 2011    | Téléchargement |
| Irlande          | 9 juin 2011    | Téléchargement |
| Italie           | 9 juin 2011    | Téléchargement |
| Pays-Bas         | 9 juin 2011    | Téléchargement |
| Norvège          | 9 juin 2011    | Téléchargement |
| Portugal         | 9 juin 2011    | Téléchargement |
| Espagne          | 9 juin 2011    | Téléchargement |
| Suède            | 9 juin 2011    | Téléchargement |
| Suisse           | 9 juin 2011    | Téléchargement |
| Allemagne        | 8 juillet 2011 | CD single      |